# Ladislavella bonnevillensis
Ladislavella bonnevillensis is een slakkensoort uit de familie van de Lymnaeidae. De wetenschappelijke naam van de soort is voor het eerst geldig gepubliceerd in 1884 door Call.